# Wang Yibo
Wang Yibo (Kinesiska: 王一博; pinyin: Wáng Yībó), född 5 augusti 1997 är en kinesisk skådespelare, dansare, artist, rappare, programledare och en professionell motorcykelåkare. Han är en medlem i sydkoreansk-kinesiska pojkgruppen UNIQ. Wang fick popularitet och igenkänning för sin roll som Lan Wangji (蓝忘机) i dramat The Untamed.